# Masashi Ebinuma
Masashi Ebinuma –en japonés, 海老沼匡– (Oyama, 15 de febrero de 1990) es un deportista japonés que compitió en judo.
Participó en dos Juegos Olímpicos de Verano, Londres 2012 y Río de Janeiro 2016, obteniendo una medalla de bronce en cada participación, ambas la categoría de –66 kg. Ganó tres medallas de oro en el Campeonato Mundial de Judo entre los años 2011 y 2014.

## Palmarés internacional
| Juegos Olímpicos   | Juegos Olímpicos        | Juegos Olímpicos  | Juegos Olímpicos |
| Año                | Lugar                   | Medalla           | Categoría        |
| ------------------ | ----------------------- | ----------------- | ---------------- |
| 2012               | Londres (Reino Unido)   | Medalla de bronce | –66 kg           |
| 2016               | Río de Janeiro (Brasil) | Medalla de bronce | –66 kg           |
| Campeonato Mundial |                         |                   |                  |
| Año                | Lugar                   | Medalla           | Categoría        |
| 2011               | París (Francia)         | Medalla de oro    | –66 kg           |
| 2013               | Río de Janeiro (Brasil) | Medalla de oro    | –66 kg           |
| 2014               | Cheliábinsk (Rusia)     | Medalla de oro    | –66 kg           |